# Qinghaihuxiang (ort i Kina, Qinghai Sheng, lat 36,85, long 100,85)
Qinghaihuxiang är en ort i Kina. Den ligger i provinsen Qinghai, i den nordvästra delen av landet, omkring 85 kilometer väster om provinshuvudstaden Xining. Antalet invånare är 2 442. Befolkningen består av 1 151 kvinnor och 1 291 män. Barn under 15 år utgör 22,0 %, vuxna 15-64 år 71 %, och äldre över 65 år 6,0 %.
Runt Qinghaihuxiang är det ganska tätbefolkat, med 72 invånare per kvadratkilometer. Närmaste större samhälle är Sanjiaocheng, 13,6 km öster om Qinghaihuxiang. Trakten runt Qinghaihuxiang består i huvudsak av gräsmarker.
Genomsnittlig årsnederbörd är 423 millimeter. Den regnigaste månaden är juli, med i genomsnitt 110 mm nederbörd, och den torraste är januari, med 2 mm nederbörd.